# Louth (Royaume-Uni)
Pour les articles homonymes, voir Louth.
Louth est une ville et une paroisse civile anglaise située dans le district d'East Lindsey dans le comté du Lincolnshire. En 2011, sa population était de 16 419 habitants.

## Source de la traduction
- (en) Cet article est partiellement ou en totalité issu de l’article de Wikipédia en anglais intitulé « Louth, Lincolnshire » (voir la liste des auteurs).